# Иллюстрации Уильяма Блейка к книге Иова
Иллюстрации Уильяма Блейка к библейской «Книге Иова» — это, в первую очередь, серия из двадцати двух гравюр, опубликованных Блейком в 1826 году. К ним также относятся две более ранние серии акварелей Блейка на ту же тему (1806 и 1821), а несколько отдельных работ, созданных в разные годы. Серия гравюр к Иову считается высочайшим достижением Блейка в области книжной графики и одним из мировых шедевров гравировального искусства.

## История создания

### Истоки
Ещё в 1785 г. Блейк набросал несколько эскизов иллюстраций к «Книге Иова». В 1793 году Блейк выполнил гравюру на основе этих рисунков, которую он предложил для продажи, и в своём «Обращении к публике» объявил её цену: двенадцать шиллингов. Хотя и не была включена в окончательную серию 1826, она ближе всего соответствует характеру илл. № 10 Друзья Иова порицают его. Вместе с гравюрой «Пророк Иезекииль» они остались единственными образцами целой серии гравюр на темы из Библии, которую Блейк задумал, но так и не довёл до конца. Блейк сделал новый вариант этих гравюр между 1800 и 1825 годами.
Следующей иллюстрацией была темпера «Иов и его дочери» (1800), выполненная по заказу Томаса Баттса (см. галерею ниже). Она имеет некоторое сходство с иллюстрацией № 20 из поздней серии гравюр.
В 1819 Джон Линнелл познакомил Блейка со своим учителем художником-акварелистом и астрологом Джоном Варли (1778—1842), который заинтересовался видениями Блейка, решив, что они связаны с астрологическим миром духов. Он, как и Блейк, увлекался физиогномикой и побудил Блейка зарисовать свои видения являвшиеся ему в его воображении, главным образом, по ночам. Таким образом, возникла большая серия (более сотни) карандашных рисунков под условным названием «Головы призраков» («Visionary Heads») с портретами множества исторических, библейских, мифологических и литературных персонажей, среди которых был также и Иов (ок. 1823, см. иллюстрацию выше).

### Акварели
Поздняя серия гравюр основана на двух сериях акварелей, выполненных по заказам Томаса Баттса (1805-6) и Джона Линнелла (1821).
Первая серия, первоначально состоящая из 19 акварелей, ныне находится в коллекции Библиотеки и Музея Моргана, Манхэттен, Нью-Йорк.
Вторая серии состоит из 21 акварели (Блейк добавил к обеим сериям № 17 и 20, «Видение Христа» и «Иов и его дочери», см. гравюры № 17 и 20). Работы этой серии по большей части находятся теперь в коллекции музея Музея Фогга, Гарвард, США.
Существует и третья, так называемая, «новозеландская серия» акварелей, поначалу считавшихся работами Блейка, но затем их подлинность была подвергнута сомнению такими исследователями, как Мартин Батлин и Бо Линдберг, поскольку они не содержат никаких оригинальных деталей и, скорее всего, являются копиями, сделанными кем-то из круга Джона Линнелла.
В своей композиции Блейк следует в общих чертах библейской истории Иова, но также включает множество дополнительных мотивов, отражающих его собственную интерпретацию. Так, по Блейку, в начале Иов и его семья воспринимают только букву, а не дух Божественного закона. Иов тем самым попадает в руки Сатаны из-за своего ложного представление о Боге. Страдания Иова показаны в первой половине серии, и кульминацией их оказывается его кошмарное видения Дьявола-Бога в одиннадцатой иллюстрации. Духовное преобразование и телесное выздоровление Иова показаны во второй половине серии. В предпоследней иллюстрации, Иов рассказывает свою историю своим дочерям. В последней иллюстрации вся семья возвращается к жизни и процветанию. Некоторые критики и биографы трактуют эту серию, как персональный отчёт Блейка о своих собственных невзгодах и духовном мире, найденным им в конце жизни. Другие критики, находя такой подход привлекательным, всё же выражают сомнения из-за более ранней датировки серии акварелей, выполненной для Баттса, и ставшей основой всех более поздних версий.
|  |  |  |  |  |  |

### Гравюры
В 1823 году Блейк получил от Линнелла заказ на серию гравюр к «Книге Иова» для предполагаемой публикации. Для этой серии был выбран метод глубокой печати (интальо), в отличие от метода рельефной гравюры, разработанного Блейком для печати своих собственных книг.
Блейк получил за всю эту работу от Линнелла 150 фунтов, 19 шиллингов и три пенса (на 50 фунтов, 19 шиллингов и три пенса больше, чем было предусмотрено контрактом).
300 экземпляров «Иллюстраций к Книге Иова», 22 гравюры ин-кварто, изд. Уильяма Блейка совместно с Джоном Линнелом, было отпечатано и вышло в 1826 году. При жизни Блейка, однако, было продано из них всего 20 экземпляров. Только спустя 48 лет Линнелу потребовался дополнительный тираж, и в 1874 году он напечатал ещё 100 экземпляров. 68 из них оставались в собственности наследников Линнелла до 15 марта 1918 года, когда они были распроданы на аукционе Кристис.
Это последняя из работ Блейка, доведённых до конца, так как следующая работа, иллюстрации к «Божественной комедии» Данте, также заказанная Линнелом, осталась незавершённой из-за смерти Блейка.
Отличие гравюр от оригинальных акварелей заключается, главным образом, в сложном оформлении рамки, обрамляющей центральный рисунок, куда включены библейские цитаты и парафразы, а также дополнительные изображения перекликающиеся с основной иллюстрацией и, тем самым, углубляющие его смысл и символику.
В 1826 году после завершения серии гравюр Блейк написал ещё одну темперу на тему «Книги Иова»: Сатана поражает Иова проказой.
|  |  |  |  |  |  |

### Наброски к серии гравюр
Сохранилась книга набросков, содержащая 32 эскиза к серии гравюр для «Книги Иова», выполненных карандашом, чернилами и акварелью. Ныне находится в коллекции Музея Фицуильяма, Кембридж, Англия. Эти наброски, дающие представление о процессе работы над серией, представляют собой уменьшённые подготовительные эскизы для гравюр. Нумерация в правом верхнем углу, вероятно, принадлежат Линнеллу или кому-то из членов его семьи.
- 1. Иов и его семья
- 2. Сатана перед троном Господним
- 3. Сыновья и Дочери Иова погубленные Сатаной
- 4. Вестник сообщает Иову о его несчастье
- 5. Сатана отходящий от лица Господня, и Иов, творящий милостыню
- 6. Сатана поражает Иова проказой
- 7. Утешители Иова
- 8. Отчаяние Иова
- 9. Видение Елифаза
- 10. Друзья Иова порицают его
- 11. Страшные сны Иова
- 12. Гнев Елиуя
- 13. Господь отвечал Иову из бури
- 14. При общем ликовании утренних звезд
- 15. Бегемот и левиафан
- 16. Падение Сатаны
- 17. Видение Христа
- 18. Жертва Иова
- 19. И дали ему каждый по кесите и по золотому кольцу
- 19а. И дали ему каждый по кесите и по золотому кольцу
- 20. Иов и его дочери
- 21. Возвращение и процветание семьи Иова

### Таблица иллюстраций
Блейк не снабдил гравюры названиями, и названия здесь даны условные, объясняющие тему и характер изображения, и часто основанные на цитатах из самой «Книги Иова». Ниже даются эти цитаты, а также ссылки на их источники.
| Акварели: Серия Баттса | Акварели: Серия Линнелла | Гравюры | Описание                                                                              | Текст «Книги Иова» с указанием главы и стиха | Работы Блейка на тот же сюжет |
| ---------------------- | ------------------------ | ------- | ------------------------------------------------------------------------------------- | --- | ----------------------------- |
| нет                    | нет                      |         | Титульный лист Иллюстрации Книги Иова. Созданы и награвированы Уильямом Блейком, 1825 | Книга Иова |                               |
|                        |                          |         | 1. Иов и его семья                                                                    | Когда круг пиршественных дней совершался, Иов посылал [за ними] и освящал их и, вставая рано утром, возносил всесожжения по числу всех их. Ибо говорил Иов: может быть, сыновья мои согрешили и похулили Бога в сердце своем. Так делал Иов во все [такие] дни (1:5)                        |                               |
|                        |                          |         | 2. Сатана перед троном Господним                                                      | …когда еще Вседержитель [был] со мною, и дети мои вокруг меня (29:5) |                               |
|                        |                          |         | 3. Сыновья и Дочери Иова погубленные Сатаной                                          | Еще этот говорил, приходит другой и сказывает: сыновья твои и дочери твои ели и вино пили в доме первородного брата своего; и вот, большой ветер пришел от пустыни и охватил четыре угла дома, и дом упал на отроков, и они умерли; и спасся только я один, чтобы возвестить тебе (1:18-19) |                               |
|                        |                          |         | 4. Вестник сообщает Иову о его несчастье                                              | …и спасся только я один, чтобы возвестить тебе. (1:15) |                               |
|                        |                          |         | 5. Сатана отходящий от лица Господня, и Иов, творящий милостыню                       | И отошел сатана от лица Господня (2:7) |                               |
|                        |                          |         | 6. Сатана поражает Иова проказой                                                      | …и поразил Иова проказою лютою от подошвы ноги его по самое темя его (основано на 2:7) |                               |
|                        |                          |         | 7. Утешители Иова                                                                     | И подняв глаза свои издали, они не узнали его; и возвысили голос свой и зарыдали; и разодрал каждый верхнюю одежду свою, и бросали пыль над головами своими к небу (3:3) |                               |
|                        |                          |         | 8. Отчаяние Иова                                                                      | …погибни день, в который я родился (основано на 3:3) |                               |
|                        |                          |         | 9. Видение Елифаза                                                                    | И дух прошел надо мною; дыбом стали волосы на мне (4:15) |                               |
|                        |                          |         | 10. Друзья Иова порицают его                                                          | Посмешищем стал я для друга своего, я, который взывал к Богу, и которому Он отвечал, посмешищем — [человек] праведный, непорочный (12:4) |                               |
|                        |                          |         | 11. Страшные сны Иова                                                                 | …ты страшишь меня снами и видениями пугаешь меня (7:15) |                               |
|                        |                          |         | 12. Гнев Елиуя                                                                        | …я молод летами, а вы — старцы; поэтому я робел и боялся объявлять вам мое мнение. (32:6) |                               |
|                        |                          |         | 13. Господь отвечал Иову из бури                                                      | Господь отвечал Иову из бури (38:1) |                               |
|                        |                          |         | 14. При общем ликовании утренних звезд                                                | …при общем ликовании утренних звезд, когда все сыны Божии восклицали от радости (38:7) |                               |
|                        |                          |         | 15. Бегемот и левиафан                                                                | Вот бегемот, которого Я создал, как и тебя (40:10) |                               |
|                        |                          |         | 16. Падение Сатаны                                                                    | …ты преисполнен суждениями нечестивых (36:17) |                               |
|                        |                          |         | 17. Видение Христа                                                                    | Я слышал о Тебе слухом уха; теперь же мои глаза видят Тебя (42:5) |                               |
|                        |                          |         | 18. Жертва Иова                                                                       | …и раб Мой Иов помолится за вас (42:8) |                               |
|                        |                          |         | 19. И дали ему каждый по кесите и по золотому кольцу                                  | …и дали ему каждый по кесите и по золотому кольцу (42:11) |                               |
|                        |                          |         | 20. Иов и его дочери                                                                  | И не было на всей земле таких прекрасных женщин, как дочери Иова, и дал им отец их наследство между братьями их. (42:15) |                               |
|                        |                          |         | 21. Возвращение и процветание семьи Иова                                              | И благословил Бог последние дни Иова более, нежели прежние (42:12) |                               |